# Mały Garc
Mały Garc – wieś kociewska w Polsce położona w województwie pomorskim, w powiecie tczewskim, w gminie Subkowy.
W latach 1945-1998 miejscowość nieprzerwanie należała do województwa gdańskiego.
Do roku 1902 Niemcy przygotowali tu stanowiska dla baterii sześciu dział kal. 100 mm, kontrolującej ważne strategicznie rozgałęzienie Wisły i Nogatu w rejonie Białej Góry. Zachowały się stanowiska artyleryjskie, schrony załogi oraz schrony amunicyjne.

## Zabytki
Według rejestru zabytków NID na listę zabytków wpisany jest zespół dworski, 2 poł. XIX, nr rej.: A-1144 z 3.03.1987:
- dwór, piętrowy z wystawką poprzedzoną kolumnowym gankiem, narożną werandą i tarasem od strony ogrodu[4];
- park
- kuźnia
- gołębnik w formie neoklasycystycznej rotundy.